# .cs
.cs er et nationalt topdomæne der var reserveret til det daværende Tjekkoslovakiet.
Domænet blev slettet i 1995.
| Nationale topdomæner | Spire Denne artikel om nationale topdomæner er en spire som bør udbygges. Du er velkommen til at hjælpe Wikipedia ved at udvide den. |